# ヨーロッパトノサマガエル
ヨーロッパトノサマガエル（学名：Rana esculenta）は、両生綱・無尾目・アカガエル科・アカガエル属に分類されるカエルの一種。ヨーロッパに広く見られ、代表的な食用ガエルの一種である。

## 分布
ヨーロッパの中部と東部に分布し、イギリス南部には導入個体群が分布する。

## 特徴
体長12cm。背面中央に淡色の縞模様が走るなど、容姿は日本のトノサマガエルに似ている。
本種はコガタトノサマガエル（Rana lessonae）とワライガエル（Rana ridibunda）の雑種であり、自然下で普通に生じている。基本的に雑種の親である2種のどちらかと繁殖して世代を維持しているが、本種は2倍体のほかに3倍体の個体が存在することにより、親種が関与せずに雑種個体群を維持することができる。
水路・川・湖・池など、あらゆる水場に生息する。年中鳴き、とくに春と夏は大合唱となる。

## 写真

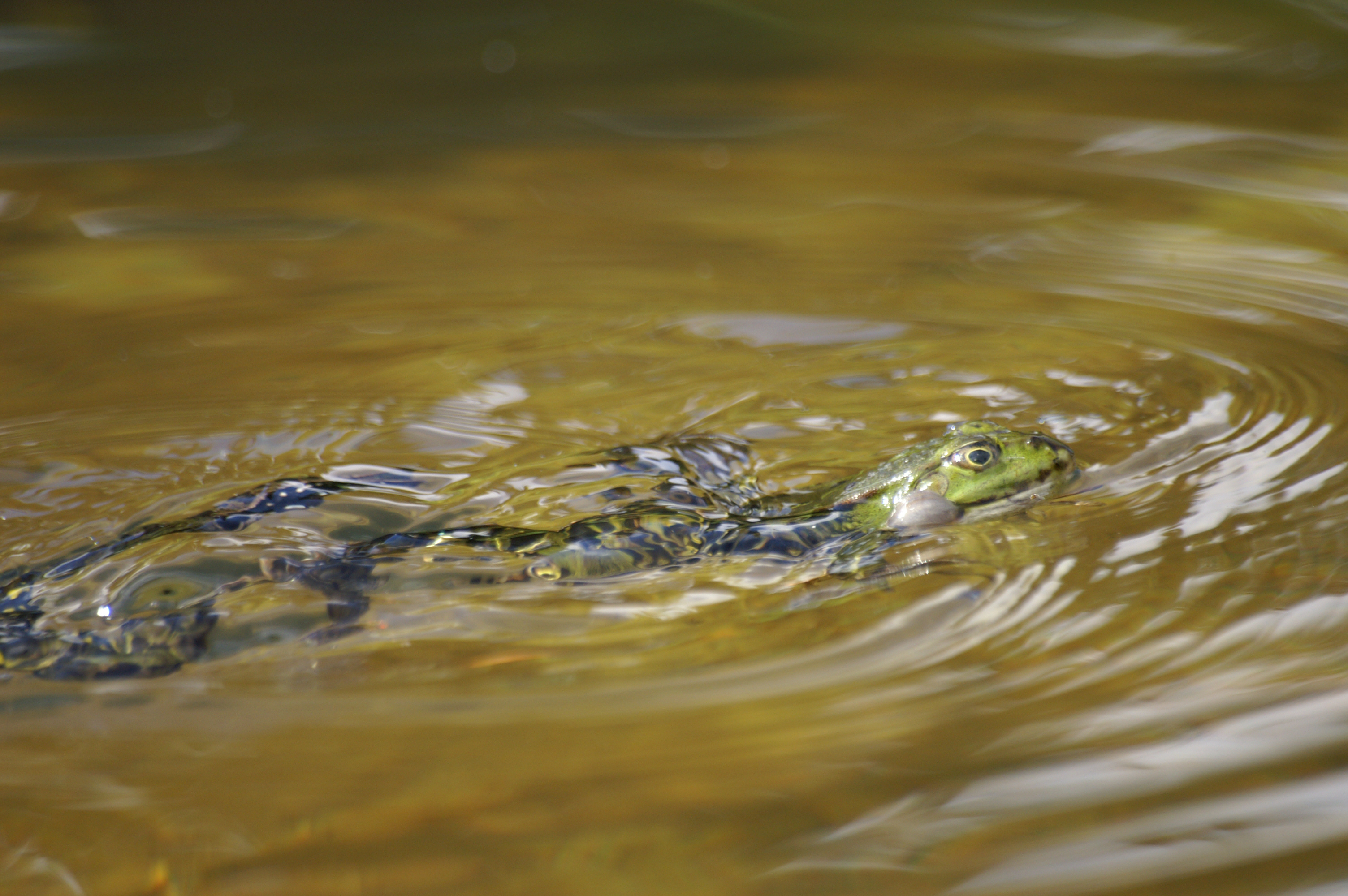
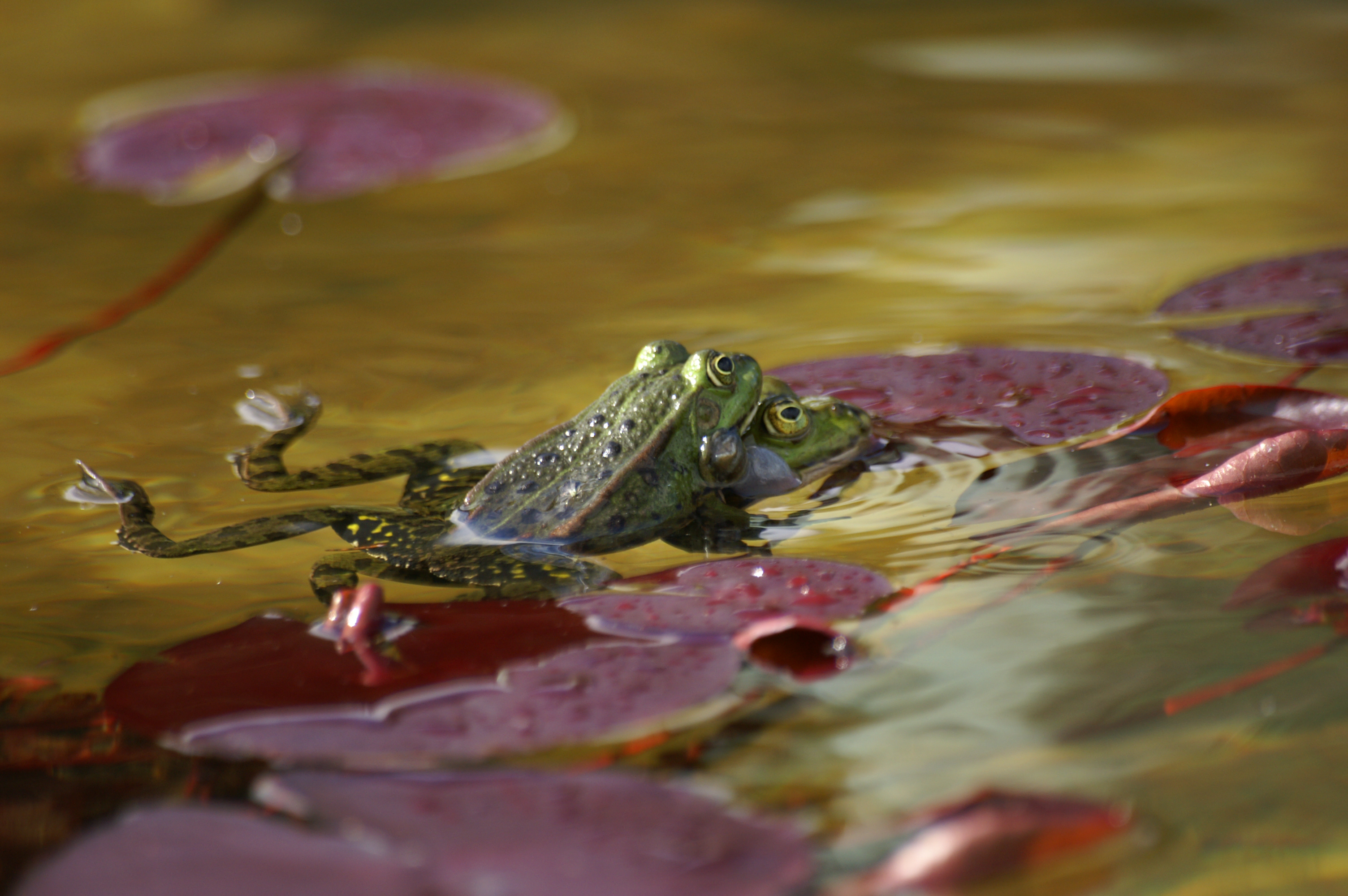
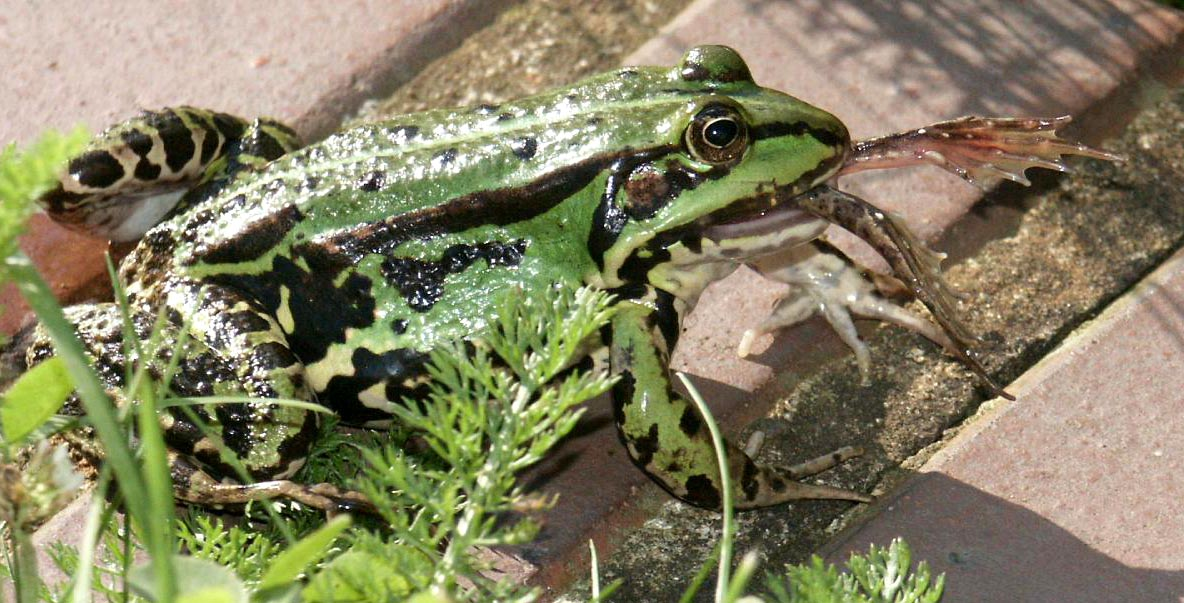
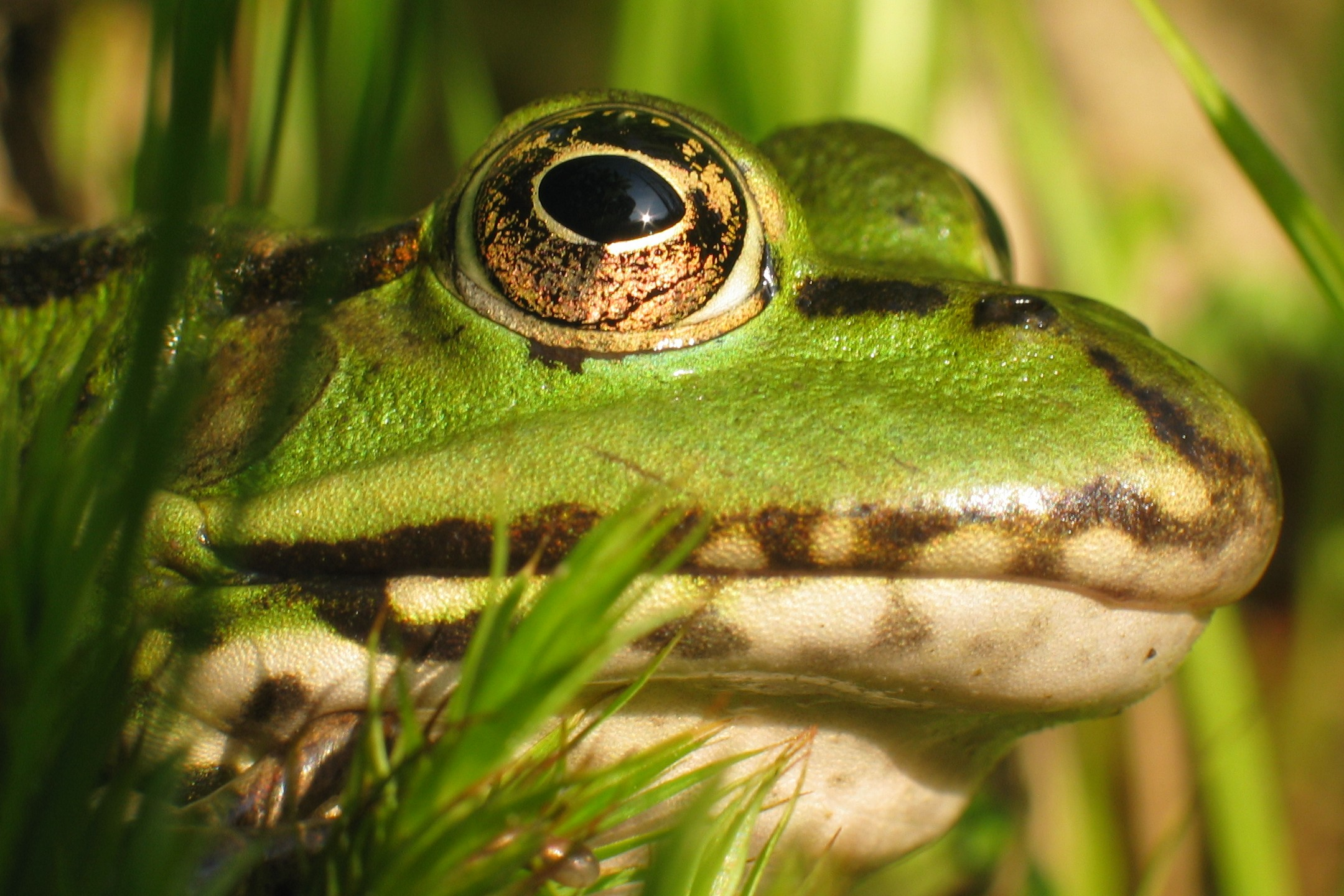
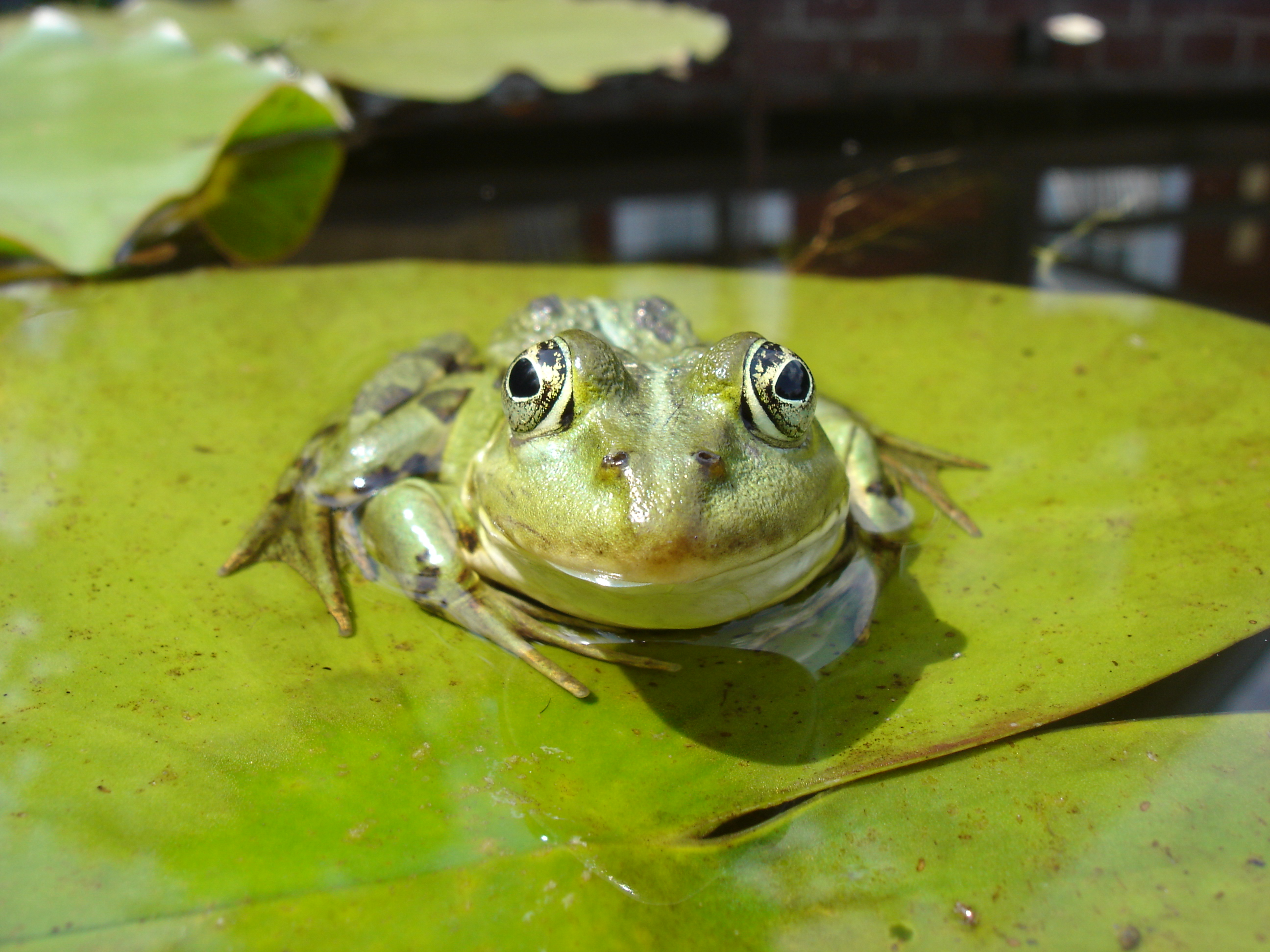
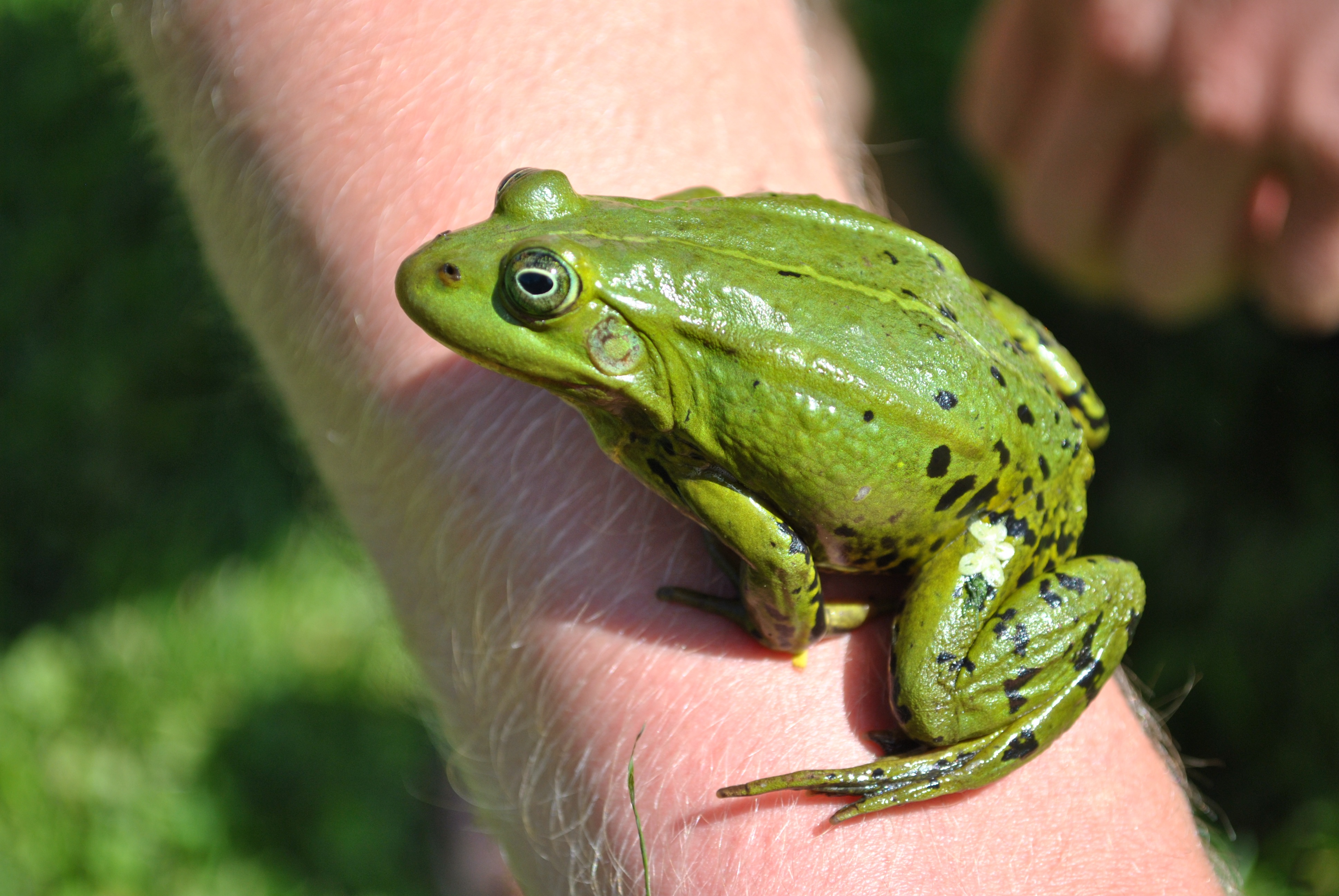
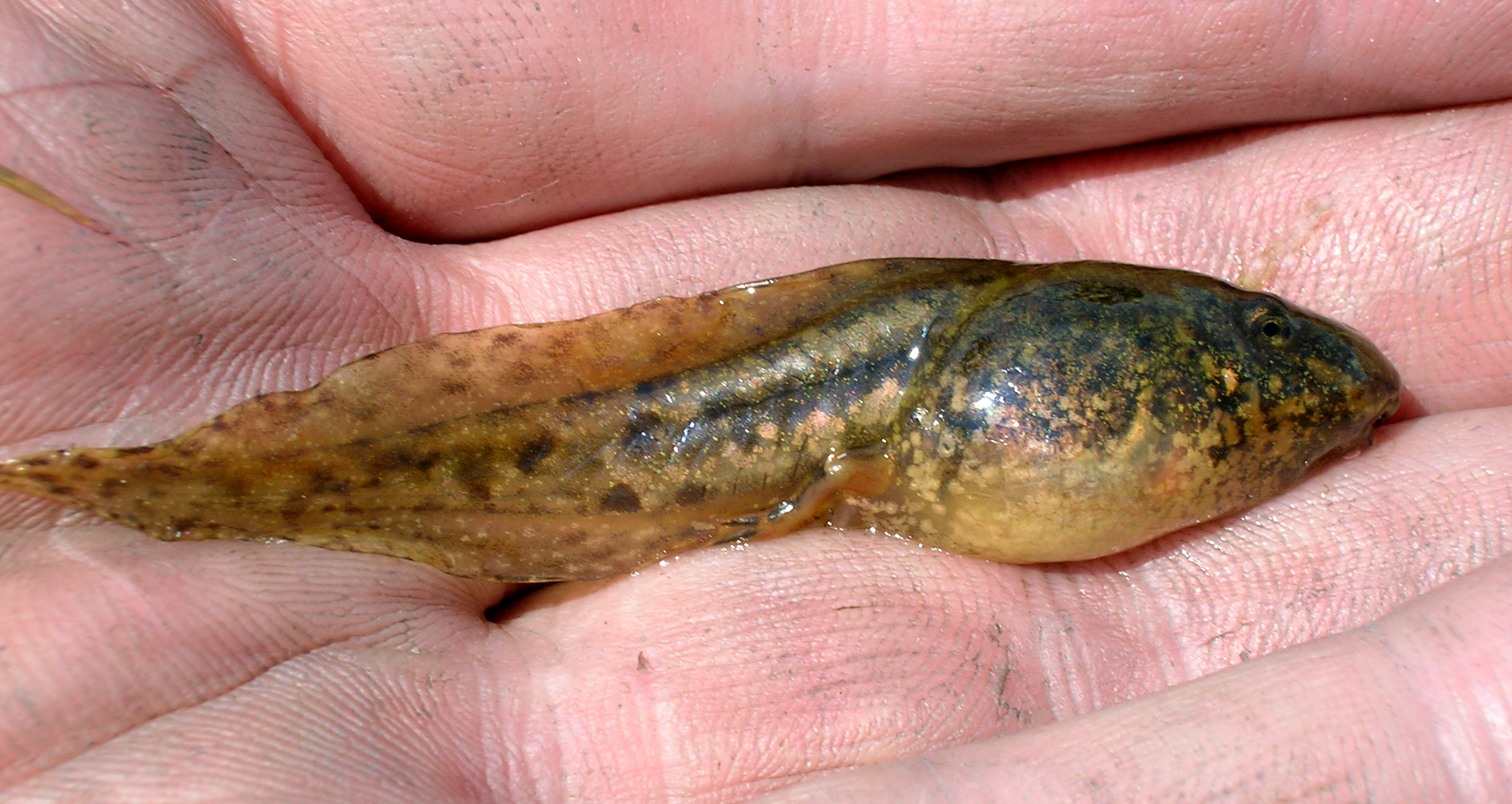